# UR-77 Meteorit
De UR-77 Meteorit (Russisch: Установка разминирования-77, afgekort УР-77 «Метеорит», 'Meteoriet') is een Sovjet-mijnopruimingsvoertuig dat in de jaren 70 ontwikkeld werd. Het is gebouwd op hetzelfde chassis als de 2S1 Gvozdika zelfrijdende houwitser. Dit voertuig verving het UR-67 systeem vanaf 1977.

## Beschrijving
Het voertuig is bewapend met een lanceerplatform en twee mijnopruimingsladingen. Het platform lanceert een raket met daarachter een lijn met explosieve ladingen. Na lancering veroorzaken de ladingen een schokgolf die alle granaten en mijnen in de omgeving van de lading (over een breedte van 6 meter en een lengte tot 90 meter) vernietigt of beschadigt.
Het voertuig is ook gebruikt in een offensieve rol, door Rusland in de Tweede Tsjetsjeense Oorlog en door Syrië in de Syrische Burgeroorlog, waar de lading gebruikt is om hele straten te vernietigen tijdens gevechten in bebouwde gebieden. Het voertuig is op een vergelijkbare manier gebruikt door de Russen tijdens de Russische invasie van Oekraïne.

## Huidige gebruikers
- Azerbeidzjan
- Oekraïne
- Rusland
- Syrië
- Transnistrië